# 雷夫提·歐杜爾
法蘭西斯·喬瑟夫·「雷夫提」·歐杜爾（英語：Francis Joseph "Lefty" O'Doul，1897年3月4日—1969年12月7日），為美國職棒大聯盟的左外野手。生涯曾效力過洋基、紅襪、巨人、費城人與道奇等隊。
歐杜爾退休後在小聯盟執教，之後他到日本推廣棒球，對於日本棒球界可說是功不可沒。

## 職業生涯
歐杜爾從3A開啟職棒生涯，並於1919年登上大聯盟。當時他在洋基隊多擔任後援投手，並兩度隨隊打進世界大賽。1923年7月7日，歐杜爾投出史上最糟的一場比賽。他在3局投球狂失16分，其中6局就掉了14分。儘管只有3分是自責分，他還是寫下大聯盟後援投手單局最多失分的紀錄。球季結束後，歐杜爾的手臂也過度操勞，因此轉型成為野手。
1923年末，巨人從3A挖角來歐杜爾。1927年，他成為第二位在太平洋岸聯盟敲出30轟與30盜的選手。1928年，歐杜爾終於重返大聯盟，並繳出3成19的打擊率。隔年他被交易到費城人，並繳出聯盟最高的3成98打擊率，還敲出32轟與122分打點。這年他敲出254支安打刷新國聯單季安打紀錄，至今仍無人打破。
1930年，歐杜爾的打擊率為3成83，並敲出22轟。之後他被交易到羅賓(今洛杉磯道奇)。1932年，他以3成68的打擊率再拿下一座打擊王。1933年，表現慢熱的歐杜爾只繳出2成52的打擊率，隨後他被交易回巨人。雖然他在球季結束時繳出3成06的打擊率，但他仍在1934年球季結束後退休。
1935年到1951年間，歐杜爾在小聯盟3A擔任總教練。他最著名的事蹟就是在小聯盟成功培養喬·迪馬喬，這位未來的名人堂選手。

## 生涯打擊成績
| 出賽次數 | 打席 | 打數 | 得分 | 安打 | 二安 | 三安 | 全壘打 | 打點 | 盜壘 | 保送 | 三振 | 打擊率 | 上壘率 | 長打率 | OPS  |
| -------- | ---- | ---- | ---- | ---- | ---- | ---- | ------ | ---- | ---- | ---- | ---- | ------ | ------ | ------ | ---- |
| 970      | 3660 | 3264 | 624  | 1140 | 175  | 41   | 113    | 542  | 36   | 333  | 122  | .349   | .413   | .532   | .945 |

## 晚年
歐杜爾之後到日本傳播棒球運動，當時巨人長期與東京的棒球隊合作，因此該球隊也命名為巨人，他們的隊徽和制服也都是參考北美的棒球隊球衣設計。這支東京球隊即是現在的讀賣巨人的前身，至今紐約巨人已經搬家至舊金山、讀賣巨人也經歷過隊名和隊徽的改動，但還是可以從兩隊黑白橘為主體的球衣配色中看出兩隊曾經的淵源。
1981年，歐杜爾入選舊金山灣區運動名人堂。2002年，他入選日本棒球名人堂。
扣除被終身禁賽的赤腳喬，歐杜爾的打擊率是非名人堂選手中最高的。另外，大聯盟史上所有打擊三圍可以達到0.3/0.4/0.5的退役球員中，扣掉赤腳喬和涉入禁藥問題的拉米瑞茲，只有歐杜爾沒有進入名人堂，原因主要是歐杜爾作為一個打者出賽的時間實在太短，不管這六年半之間他的平均表現多麼出色，都很難有足夠的累計數據。2021年11月5日，早期棒球委員會將歐杜爾提名到名人堂票選內，但他的得票率只有31.8%，還是未能入選。

## 外部連結
- 球員資訊和成績在MLB，ESPN，Baseball-Reference，Fangraphs（英文）